# Субталамус
Субталамус, иначе называемый преталамус или периталамус, вентральный таламус — это часть таламического мозга, или, иначе говоря, таламической области — той части промежуточного мозга, куда, помимо субталамуса, входят также таламус, эпиталамус и метаталамус, но не входят гипоталамус и гипофиз, относимые к гипоталамической области. Его наиболее выраженной структурой является так называемое субталамическое ядро. Субталамус соединён нервными связями с бледным шаром, базальным ядром в конечном мозге.

## Анатомическое строение
Субталамус расположен вентрально по отношению к таламусу, медиально по отношению к внутренней капсуле и латерально по отношению к гипоталамусу. Субталамус является областью, сформированной несколькими ядрами серого вещества, и ассоциированными с ними структурами белого вещества, а именно:
- Субталамическое ядро, нейроны которого содержат возбуждающий нейромедиатор — глутамат и оказывают стимулирующее действие на активность нейронов бледного шара и чёрной субстанции.
- Неопределённая зона, располагающаяся между полями Фореля H1 and H2. Она тесно примыкает к ретикулярному ядру таламуса и получает информацию из первичной моторной коры (прецентральной коры).
- Субталамический пучок, образованный пучком миелинизированных нервных волокон, которые соединяют бледный шар c субталамическим ядром.
- Поля Фореля
- Чечевицеобразная петля

В период эмбрионального развития субталамус составляет практически одно целое с гипоталамусом, но очень рано отделяется от внутренней капсулы пучками белого вещества. В каудальном направлении развивающийся эмбриональный зачаток субталамуса или преталамуса («вентрального таламуса») отделяется от эмбрионального зачатка собственно таламуса («дорсального таламуса») так называемым средне-диэнцефалическим организатором, который позднее, в конце процесса эмбрионального развития таламического комплекса, становится так называемой ограниченной внутриталамической зоной.
После рождения субталамус располагается ниже таламуса, откуда, собственно, и происходит название субталамус (то есть нечто, расположенное ниже таламуса). Субталамус располагается дорсолатерально по отношению к гипоталамусу.

## Нервные связи
Субталамус образует эфферентные (исходящие) нервные связи со структурами полосатого тела (в частности, хвостатым ядром и скорлупой чечевицеобразного ядра) в конечном мозге, со структурами дорсального таламуса в промежуточном мозге, и с красным ядром и чёрной субстанцией в среднем мозге.
В свою очередь, входящую информацию субталамус получает от афферентных (входящих) нервных связей от чёрной субстанции и структур стриатума.